# Diadocis sarodrano
Diadocis sarodrano là một loài bướm đêm trong họ Noctuidae.